# 125 (nombre)
Pour les articles homonymes, voir 125 (homonymie).
Cet article concerne le nombre 125. Pour l'année, voir 125 et -125.
125 (cent vingt-cinq) est l'entier naturel qui suit 124 et qui précède 126.

## En mathématiques
Cent-vingt-cinq est :
- Le cube de 5. Il peut être exprimé comme une somme de deux carrés de deux manières différentes,
- {\displaystyle 125=10^{2}+5^{2}=11^{2}+2^{2}\,}.
- Comme beaucoup d'autres puissances de 5, c'est un nombre de Friedman en base 10 puisque {\displaystyle 125=5^{1+2}\,}.

## Dans d'autres domaines
- Ligne 125 .